# Montalbán (Aragão)
Montalbán é um município da Espanha na província de Teruel, comunidade autónoma de Aragão. Tem 82 km² de área e em 2021 tinha 1 237 habitantes (densidade: 15,1 hab./km²).

## Demografia
| Variação demográfica do município entre 1991 e 2004 | Variação demográfica do município entre 1991 e 2004 | Variação demográfica do município entre 1991 e 2004 | Variação demográfica do município entre 1991 e 2004 |
| --------------------------------------------------- | --------------------------------------------------- | --------------------------------------------------- | --------------------------------------------------- |
| 1991                                                | 1996                                                | 2001                                                | 2004                                                |
| 1789                                                | 1668                                                | 1538                                                | 1498                                                |